# 潤州
潤州（じゅんしゅう）は、中国にかつて存在した州。隋代から北宋にかけて、現在の江蘇省鎮江市一帯に設置された。

## 概要
589年（開皇9年）、隋が南朝陳を滅ぼすと、南徐州と東海郡が廃止されて、揚州に編入された。595年（開皇15年）、南徐州の故治に潤州が置かれた。605年（大業元年）、潤州は廃止された。
620年（武徳3年）、唐が杜伏威を降伏させると、江都郡延陵県に潤州が置かれ、延陵県は丹徒県と改称された。742年（天宝元年）、潤州は丹陽郡と改称された。758年（乾元元年）、丹陽郡は潤州の称にもどされた。潤州は江南東道に属し、丹徒・丹陽・延陵・上元・句容・金壇の6県を管轄した。
北宋のとき、潤州は両浙路に属し、丹徒・丹陽・延陵・金壇の4県を管轄した。975年（開宝8年）、潤州に鎮江軍が置かれた。1113年（政和3年）、潤州は鎮江府に昇格した。